# Johann Heinrich Schulze
Johann Heinrich Schulze ou Schultz, (Colbitz, 12 de maio de 1687 – Halle an der Saale, 10 de outubro de 1744) foi um professor e polímata alemão.
Schulze estudou medicina, química, filosofia e teologia, tornando-se professor de anatomia, dentre outros assuntos, na Universidade de Halle e na Universidade de Altdorf.
Sua contribuição mais notória para as ciências foi a descoberta que certos sais de prata, notavelmente cloreto e nitrato de prata, escurecem na presença de luz. Em um experimento conduzido em 1724 ele determinou que uma mistura de prata e carvão refletiam menos luz do que a prata não-oxidada. Embora não tenha fornecido meios de preservar a imagem, uma vez que o sal de prata continuava a escurecer na presença de luz, sua descoberta permitiu estabelecer os fundamentos de trabalhos posteriores na fixação de imagens. A primeira fotografia permanente baseada neste princípio foi feita em 1826 por Joseph Nicéphore Niépce em Paris. Outros pesquisadores neste campo incluem Thomas Wedgwood e Humphry Davy.